# Монумент Якорь и пушка (Сочи)
Монуме́нт «Я́корь и пу́шка» — мемориальная композиция, увековечившая в 1913 году 75 летний юбилей основания города Сочи.

## Предыстория

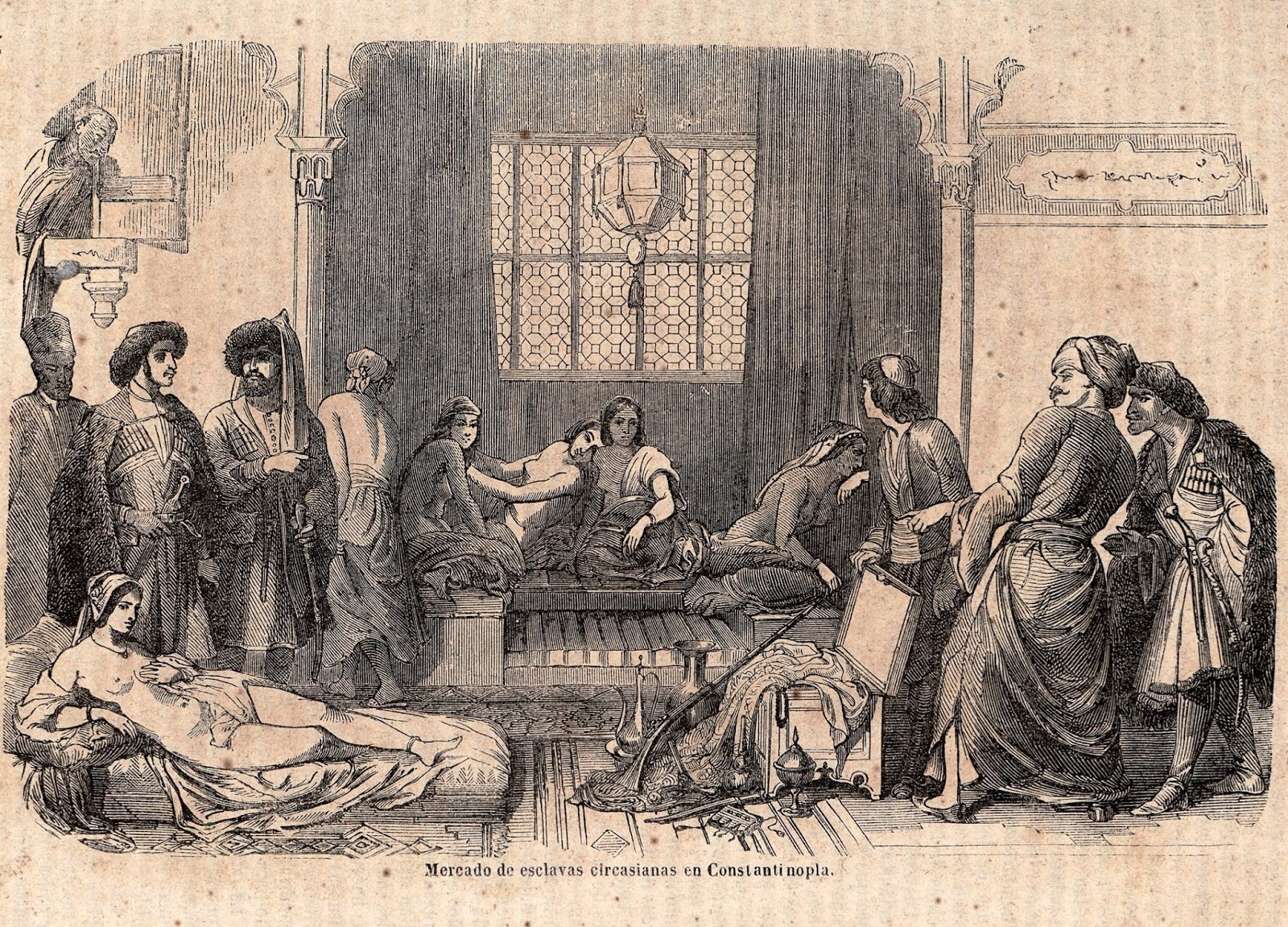
Продажа рабов черкесами на невольничьем рынке турецкого Константинополя

В 1829 году по окончании Русско - турецкой войны, между Российской и Османской империями был подписан  Адрианопольский мирный договор. После подписания этого договора  Российская империя в целях пресечения незаконных торговых операций Турции с местным населением, ввоза и вывоза контрабандных товаров, обеспечения карантинных мероприятий, присечения имевшихся на данной территории случаев работорговли и пиратства приступило к крейсерированнию побережья, а позже к сооружению Черноморской береговой линии. В 1838 году на территорию будущего Сочи с русских кораблей был высажен десант. 21 апреля 1838 года основан — Форт Александрия который послужил началом к последующему развитию на его месте гражданского поселения, а позже города Сочи.
В конце 1912 года к истории Сочи обратился русский писатель П.А. Россиев, он ознакомился, проанализировал и систематизировал собранные в городской управе исторические документы. 26 марта 1913 г. выступив с инициативой к городскому старосте А. Я. Карташёву - отметить 75-летие основания посада - Сочи.

## История создания

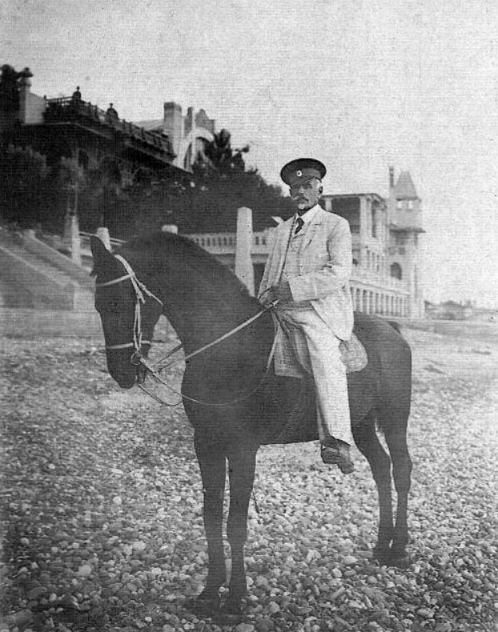
Л.Ф.Долинский (1850 - 1919 г.г.)

К увековечиванию этой памятной даты так же не остался равнодушным полковник Л. Ф. Долинский который получил разрешение у сочинской управы и на свои средства начал сооружение памятника, который был открыт и освящен в день тезоименитства императрицы Александры Федоровны 23 апреля 1913 года. Это событие было приурочено к празднованию дня 75 - летия основания Сочи.
```
Согласно выраженному желанию полковник Долинский получил от гор.Управы согласие на устройство монумента в память 75 летия основания Сочи. Место сооружаемого монумента площадка вблизи библиотеки имени А.С. Пушкина.Монумент будет сооружен из пушек и ядер.Надпись даты сооружается из осколков гранат и на днях прибудет готовой в Сочи.

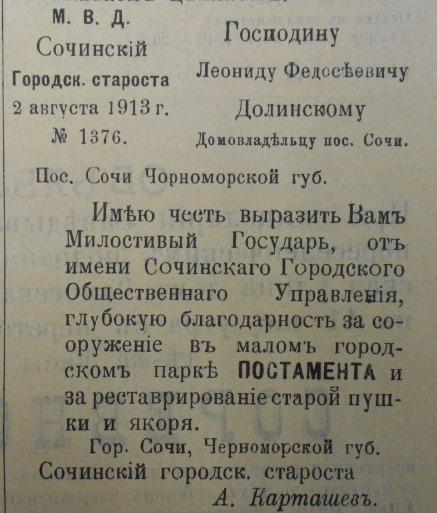
Благодарственное письмо городского старосты Сочи А..Карташева Л.Ф. Долинскому. Источник - личный архив В.Н. Костиникова.

[
8
]
```

## Расположение
Находится в Пушкинском сквере в Центральном районе города Сочи, Краснодарский край, Россия.

## Архитектурная композиция
Основой композиции является массивный постамент с прикрепленной к нему памятной  табличкой из металла на которой имеется надпись:
```
В память победы доблестных русских войск в войне с Турцией 1828 - 1829 г.г. В результате этой победы Черноморское побережье по Адрианопольскому мирному договору отошло к России
```

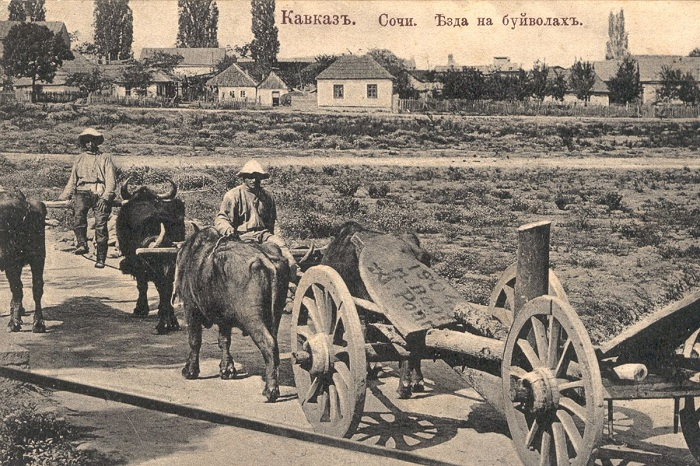
Перевозка якоря из поселка «Якорная щель» в Сочи.
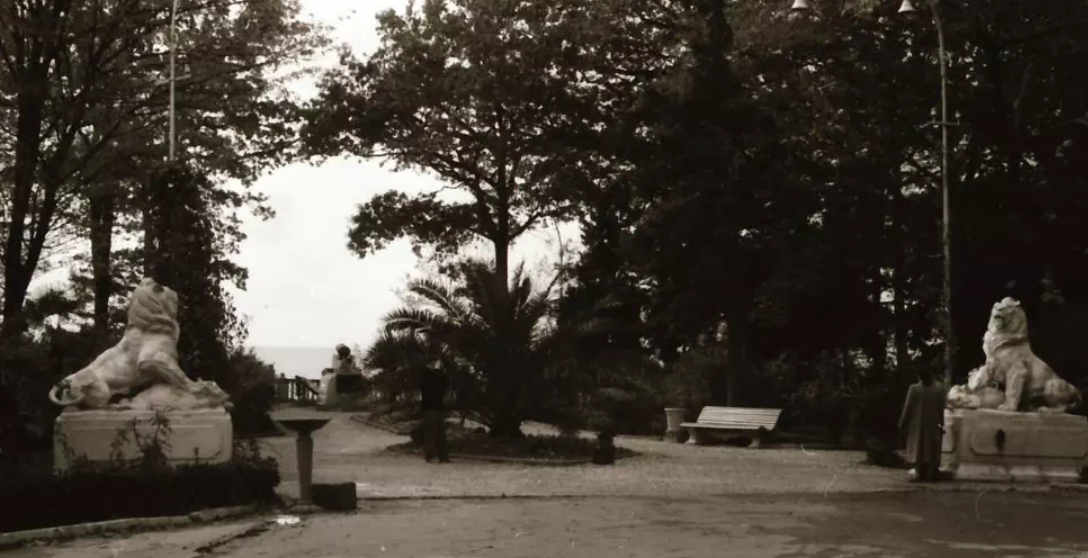
Монумент-композиция «Якорь и пушка» «Лев попирающий кабана» середина XX века.
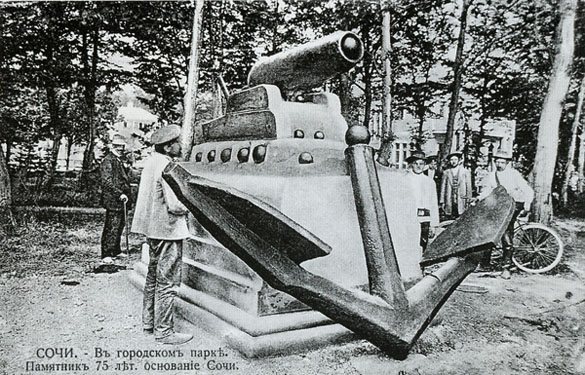
Монумент «Якорь и пушка» к 75 летию основания Сочи.

На постамент установлен каменный лафет со старинной корабельной пушкой, отлитой на Александровском заводе в 1809 году. У постамента находится якорь изготовленный на Воткинском заводе в 1779 году и привезённый в Сочи из района посёлка Якорная Щель. Во второй половине XX века при реконструкции памятника полностью был изменён первоначальный вид постамента, лафета, заменена памятная табличка - надпись на которой изначально была выполнена из осколков гранат и имела другое смысловое значение.Рядом с памятником до середины XX века располагался ещё один монумент — «Лев, попирающий кабана», а также смотровая ротонда которые позже были демонтированы. Недалеко от памятника находится здание библиотеки имени А.С. Пушкина построенное в 1912 году.